# Ca la Paulina (Artés)
Ca la Paulina és una obra del municipi d'Artés (Bages) inclosa en l'Inventari del Patrimoni Arquitectònic de Catalunya.

## Descripció
La casa entremitgera de quatre pisos. Als baixos hi ha dues portes d'entrada amb arc escarser que serveixen d'accés a la casa. El primer pis és ocupat per un balcó sortit, corregut, on hi tenen sortida dues portes i una finestra. La mateixa estructura es repeteix als dos pisos superiors, però els balcons són simples. Les baranes dels balcons són totes treballades en ferro.
Les obertures, tant dels balcons com de les finestres, es troben emmarcades amb pedra arenisca picada.
La resta de la façana és coberta d'esgrafiats amb motius florals. El fons és de color rosa i les parts que sobresurten de color verd. La teulada sobresurt i forma una petita cornisa.

## Història
El carrer de la Barquera es va configurar al llarg del s. XVIII, aquesta casa és una mica posterior a la majoria d'edificacions que l'envolten.
Correspon a finals del s. XIX. Va ser construïda per un fadristern del mas de la Vila de Calders que hi passà a viure. És per aquest motiu que la casa s'havia anomenat "Cal Vila", motiu pel qual avui ja ningú coneix.
El nom actual de "Ca la Paulina" li ve donat pel nom d'una botiga que té als seus baixos.